# نعمت‌آباد دختران
نعمت‌آباد دختران روستایی در دهستان زیدآباد بخش زیدآباد شهرستان سیرجان استان کرمان ایران است.

## جمعیت
بر پایه سرشماری عمومی نفوس و مسکن در سال ۱۳۹۵ جمعیت این مکان ۲۳۲ نفر (۷۱خانوار) بوده‌است.